# Zrzeszenie Przedsiębiorców Gorzelń Rolniczych
Zrzeszenie Przedsiębiorców Gorzelń Rolniczych – przymusowe zrzeszenie przedsiębiorców gorzelń rolniczych istniejące w latach 1947–1950, mające na celu pełnienie nadzoru nad produkcją i dystrybucją produktów spirytusowych.

## Powstanie Zrzeszenia
Na podstawie dekretu z 1947 r. o utworzeniu przymusowego zrzeszenia przedsiębiorstw gorzelń rolniczych ustanowiono Zrzeszenie Przedsiębiorców Gorzelń Rolniczych.
Za gorzelnie rolnicze w rozumieniu dekretu uważano gorzelnie urządzone dla wyrobu spirytusu z ziemniaków i jęczmienia na słód jako surowca podstawowego. Zrzeszenie posiadało osobowość prawną.
Do Zrzeszenia należeli przymusowo wszyscy przedsiębiorcy gorzelń rolniczych.

## Przedmiot działalności Zrzeszenia
Przedmiotem działalności Zrzeszenia był:
- nadzór oraz współdziałanie w zakresie produkcji i wykonania planu produkcji spirytusu w gorzelniach prowadzonych przez członków Zrzeszenia, jak również  wykonania dostaw spirytusu z tych gorzelń;
- prowadzenie rozliczeń z dostaw spirytusu oraz współdziałanie w finansowaniu odbudowy i produkcji gorzelń; współdziałanie bądź uczestniczenie w przedsiębiorstwach i instytucjach, mających na celu obsługę materiałową, techniczną i naukową gorzelń oraz współdziałanie w tym zakresie z przedsiębiorcami – członkami Zrzeszenia;
- uczestniczenie – za zgodą Ministra Skarbu w porozumieniu z Ministrem Rolnictwa i Reform Rolnych – w instytucjach, mających na celu rozwój produkcji, zużycia lub przerobu spirytusu na cele niekonsumpcyjne oraz organizowanie – za zezwoleniem Ministra Skarbu – zbytu spirytusu niekonsumpcyjnego na podstawie umów z Państwowym Monopolem Spirytusowym.

## Nadzór nad działalnością Zrzeszenia
Nadzór nad działalnością Zrzeszenia sprawował Minister Skarbu oraz Minister Rolnictwa i Reform Rolnych za pośrednictwem swoich delegatów, których uprawnienia określał statut Zrzeszenia.
Majątek Zrzeszenia w przypadku jego rozwiązania przekazany był po pokryciu zobowiązań Zrzeszenia na cele związane z rozwojem gorzelnictwa rolniczego.

## Zniesienie Zrzeszenia
Na podstawie rozporządzenie Rady Ministrów z 1950 r. w sprawie rozwiązania Zrzeszenia Przedsiębiorców Gorzelń Rolniczych zniesiono Zrzeszenie Przedsiębiorców Gorzelń Rolniczych.